# HD 104600
HD 104600，又名CP-68 1604，SAO 251699、HR 4597，是一颗恒星，视星等为5.89，位于銀經298.6，銀緯-6.73，其B1900.0坐标为赤經11h 57m 31s，赤緯-68° -6.73′ 6″。